# Jean-César Vincens-Plauchut
Pour les articles homonymes, voir Vincens.
Jean-César Vincens-Plauchut est un homme politique français, né le 16 septembre 1755 à Nîmes et mort le 20 août 1801 à Aimargues.
Il est député à l'Assemblée législative de 1791 à 1792. Il possédait les mas d'Andron et de Boulaine, à Aimargues.

## Biographie
Fils d'Alexandre Vincens et frère de Jacques Vincens-Saint-Laurent, il s'occupa d'abord de chimie. Partisan des idées nouvelles, il devint vice-président du district de Nîmes, et fut élu, le 7 septembre 1791, député du Gard à l'Assemblée législative, le 2e sur 8, par 333 voix (430 votants). Il fut membre du comité des domaines; secrétaire de l'Assemblée le 28 juin 1792, parla sur les assignats, fit un rapport sur l'emploi des biens de l'ordre de Saint-Lazare et de Notre-Dame dit Mont-Carmel, fit décréter la vente des biens de plusieurs ordres religieux, défendit les billets de confiance, réclama la suppression du costume ecclésiastique, fit un nouveau rapport sur l'emploi des biens des congrégations supprimées et en proposa la vente immédiate, demanda et obtint un décret sur le traitement des religieux, réclama l'inventaire du matériel de la manufacture de la Sèvre et proposa de mettre sous séquestre comme biens nationaux et de vendre les biens de l'ordre de Saint-Jean de Jérusalem. Il ne reparut plus sur la scène politique après la session.

### Vie privée
Il est l'époux de Louise Plauchut.

### Sources
- « Jean-César Vincens-Plauchut », dans Adolphe Robert et Gaston Cougny, Dictionnaire des parlementaires français, Edgar Bourloton, 1889-1891 [détail de l’édition]